# Tennistoernooi van Washington

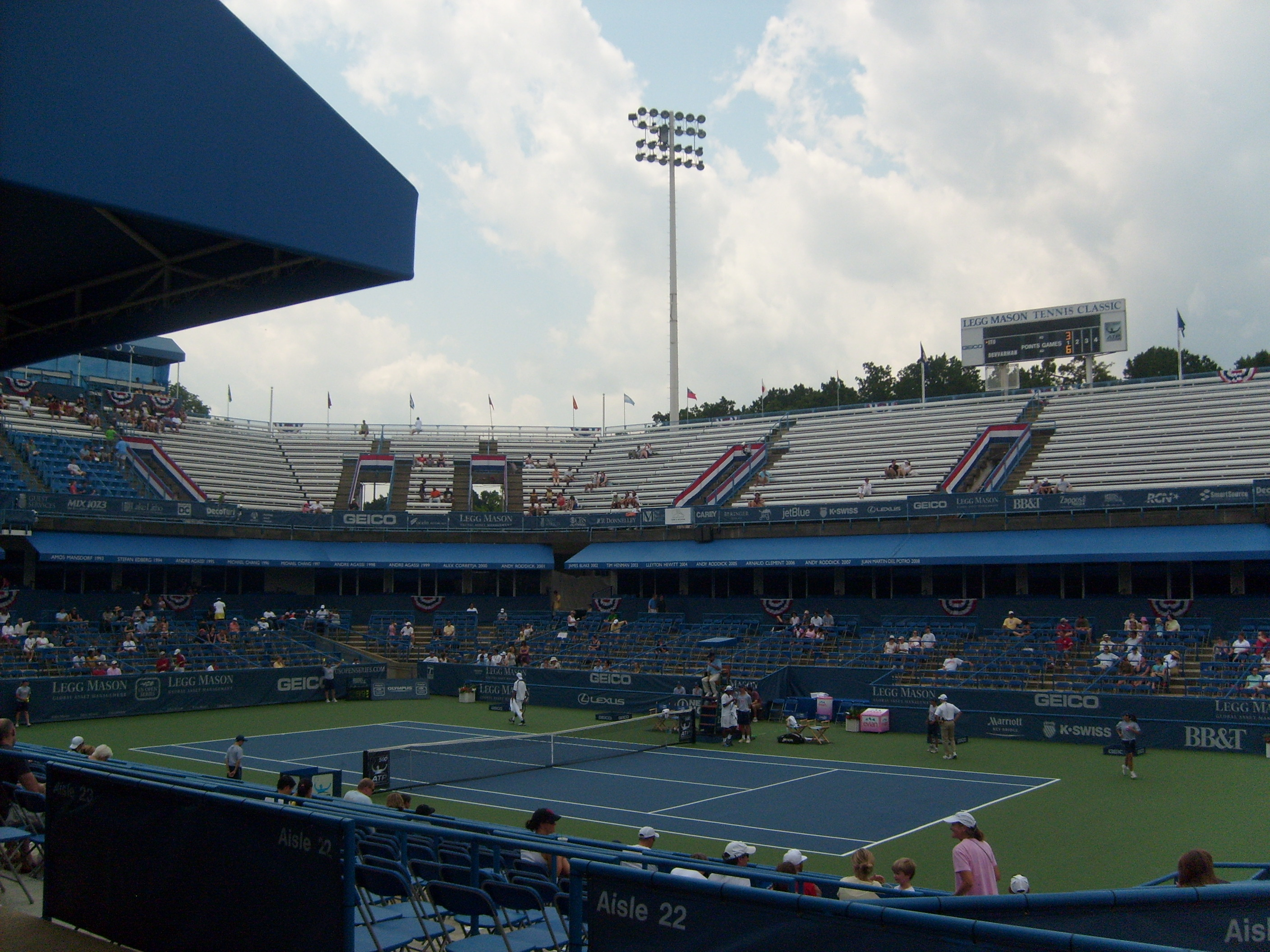
FitzGerald Tennis Center

Het tennistoernooi van Washington is een jaarlijks terugkerend toernooi dat wordt gespeeld op de hardcourt-banen van het William H.G. FitzGerald Tennis Center in Rock Creek Park in de Amerikaanse federale hoofdstad Washington D.C. De officiële naam van het toernooi is Citi Open.
Het toernooi bestaat uit twee delen:
- WTA-toernooi van Washington, het toernooi voor de vrouwen (sinds 2011)
- ATP-toernooi van Washington, het toernooi voor de mannen (sinds 1969)

ATP-toernooi van Washington‎ – WTA-toernooi van Washington‎

2012 · 2013 · 2014 · 2015 · 2016 · 2017 · 2018 · 2019 · 2020 · 2021 · 2022 · 2023 · 2024